# ГЕС Твін-Фоллс
ГЕС Твін-Фоллс — гідроелектростанція у штаті Айдахо (Сполучені Штати Америки). Знаходячись між ГЕС Мілнер (вище по течії) та ГЕС Shoshone Falls (12,5 МВт), входить до складу каскаду на річці Снейк, лівій притоці Колумбії (має устя на узбережжі Тихого океану на межі штатів Вашингтон та Орегон).
У 1935 році річку перед водоспадом перекрили бетонною греблею вигнутої форми завдовжки 240 метрів, яка утримує витягнуте по долині Снейк на 2,4 км водосховище з площею поверхні 0,34 км2 та об'ємом 1,2 млн м3 (корисний об'єм 1,1 млн м3), в якому припустиме коливання рівня між позначками 1066 та 1070 метрів НРМ.
Спершу при греблі облаштували машинний зал з однією турбіною типу Френсіс потужністю 9 МВт, а у 1995-му доповнили його другим залом з турбіною типу Каплан, яка живиться через напірний водовід діаметром 5,2 метра та має потужність у 43,5 МВт. Гідроагрегати станції використовують напір 44 метри, при цьому введення другої черги дозволило збільшити виробіток електроенергії з 60 до 188 млн кВт-год електроенергії на рік.